# Operació Priboi
L'Operació Priboi és el nom en clau de l'operació de deportació en massa de la població dels Estats bàltics entre el 25 i el 28 de març de 1949, també coneguda com a Deportació de Març. Al voltant de 90.000 estonians, letons i lituans classificats com enemics del poble van ser deportats cap a àrees inhòspites de la Unió Soviètica en una de les operacions de deportació més complexes dutes a terme pels soviètics durant la Guerra Freda.
Encara que es va vestir com una operació de deskulakització, en realitat es pretenia facilitar la col·lectivització forçada de les finques rurals i eliminar el suport popular als germans del Bosc que lluitaven contra l'ocupació soviètica dels Països bàltics. Per aquest motiu es van deportar especialment nacionalistes anti-soviètics, veterans de la Segona Guerra Mundial i familiars de presoners que es trobaven en gulags.
A causa de l'alta taxa de mortalitat dels deportats durant els primers anys del seu exili a Sibèria, causada per la inoperància de les autoritats soviètiques a l'hora de proporcionar roba o habitatge adequat als llocs de destí, bé per negligència o per premeditació, algunes fonts consideren que aquestes deportacions un acte de genocidi. Així també, el Tribunal Europeu de Drets Humans ha sostingut que la deportació va constituir un Crim contra la humanitat

## Deportacions
| Localització dels bàltics deportats | Localització dels bàltics deportats | Localització dels bàltics deportats | Localització dels bàltics deportats | Localització dels bàltics deportats |
| Regió de la Unió Soviètica          | Nombre de famílies                  | Nombre de persones                  | Mida mitjana de les famílies        | % del total de deportats            |
| ----------------------------------- | ----------------------------------- | ----------------------------------- | ----------------------------------- | ----------------------------------- |
| Oblast d'Amur                       | 2,028                               | 5,451                               | 2.7                                 | 5.8                                 |
| Oblast d'Irkutsk                    | 8,475                               | 25,834                              | 3.0                                 | 27.3                                |
| Krai de Krasnoyarsk                 | 3,671                               | 13,823                              | 3.8                                 | 14.6                                |
| Oblast de Novosibirsk               | 3,152                               | 10,064                              | 3.2                                 | 10.6                                |
| Oblast d'Omsk                       | 7,944                               | 22,542                              | 2.8                                 | 23.8                                |
| Oblast de Tomsk                     | 5,360                               | 16,065                              | 3.0                                 | 16.9                                |
| Total                               | 30,630                              | 93,779                              | 3.1                                 | 99.0                                |